# Chlorocypha curta
Chlorocypha curta là một loài chuồn chuồn kim thuộc họ Chlorocyphidae. Loài này có ở Burkina Faso, Cameroon, Cộng hòa Trung Phi, Bờ Biển Ngà, Guinea Xích Đạo, Ghana, Guinea, Kenya, Liberia, Nigeria, Sierra Leone, Sudan, Togo, và Uganda. Môi trường sống tự nhiên của chúng là rừng ẩm vùng đất thấp nhiệt đới hoặc cận nhiệt đới và sông ngòi.